# 锦旗哥
锦旗哥，指无锡市人周力，2010年11月因为向无锡新区劳动保障监察大队赠送写有不为人民服务的锦旗而出名，被网友称为“锦旗哥”

## 起源
事件源于2006年12月5日，周力与通用医疗公司签订劳动合同，合同规定周力在通用医疗从事软件工程师工作，按照不定时工作制管理，月薪1万元人民币。两年后，通用医疗认为周力在申请工作时曾向用人单位提供虚假学历。随后，周力于2008年7月10日从通用医疗辞职。
周力辞职后开始向劳动保障监察部门投诉，同时又向无锡市南长区法院起诉通用医疗和劳动保障监察部门。周力称他在通用医疗受胁迫辞职，并要求有关部门调查事件真相。
无锡新区劳动监察大队认为周力是主动提出辞职，决定对于周力的诉求不予受理。周力申请行政复议被驳回后，从法院撤诉，最终于11月向劳动机关赠送锦旗。

## 锦旗
锦旗抬头是无锡新区劳动保障监察大队，上书不为人民服务，落款则是周力敬赠

## 影响
有评论认为，有关部门应该积极履行职责，为人民服务。